# Bloomberg

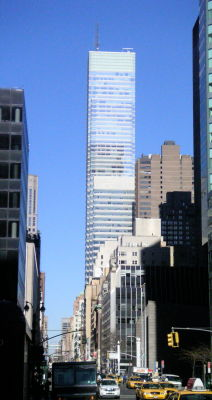
Вежа Блумберг

«Блу́мберґ» (англ. Bloomberg, повна назва Bloomberg L.P.) — американська компанія (партнерство з обмеженою відповідальністю), провайдер фінансової інформації. Один із двох провідних світових постачальників фінансової інформації для професійних учасників фінансових ринків.
Bloomberg LP надає фінансовим компаніям і організаціям інструменти фінансового програмного забезпечення та корпоративні додатки, такі як платформа для торгівлі акціями,  аналітика, послуги даних і новини для фінансових компаній і організацій через Bloomberg Terminal (Bloomberg Professional Service),  основний продукт, що приносить дохід. Bloomberg LP також включає інформаційне агентство (Bloomberg News), глобальну телевізійну мережу (Bloomberg Television), веб-сайти, радіостанції (Bloomberg Radio), інформаційні бюлетені за підпискою та два журнали: «Bloomberg Businessweek» і «Bloomberg Markets». Центральний офіс розташований у будівлі «Вежа Блумберґ» у Середньому Мангеттені, Нью-Йорк.
Компанія має 176 локацій і майже 20 000 співробітників.

## Історія
У 1981, після злиття «Саломон бразерз» (Salomon Brothers) і «Фібро» (Phibro), Майкл Блумберґ, головний партнер Salomon, утратив роботу, проте отримав завдяки партнерській угоді $10 млн. На ці гроші він заснував компанію «Іновейтів маркет системз» (англ. Innovative Market Systems, IMS).
У 1982 першим клієнтом нової компанії став банк «Меррілл Лінч», що встановив 22 термінали і вклав у компанію Блумберґа $30 млн. 
У 1986 Innovative Market Systems перейменовано в «Блумберґ» (англ. Bloomberg L.P.). Станом на 1988 рік працювало вже 5000 терміналів. 
У 1990 році, головним редактором став Метью Вінклер. 
Bloomberg.com було запущено вперше 29 вересня 1993 року як фінансовий портал, що надавав інформацію про ринки, конвертацію валют, новини та події, а також можливість підписки на термінал Bloomberg.

## Продукція
- Bloomberg Businessweek — щотижневий бізнесовий часопис
- Блумберґ термінал
- Блумберґ Телевіжн